# Robert Hutchings Goddard
Robert Hutchings Goddard (Worcester (Massachusetts), 5 oktober 1882 – Baltimore (Maryland), 10 augustus 1945) was een Amerikaans onderzoeker en uitvinder. Hij was een pionier op het gebied van de moderne rakettechniek en wordt beschouwd als een van de belangrijkste grondleggers van de ruimtevaart.
Goddard is geboren in Worcester (volgens sommige bronnen Roxbury), Massachusetts, Verenigde Staten. Zijn vader was handelsreiziger en uitvinder.
Door boeken als Reis naar de maan van Jules Verne en War of the Worlds van H.G. Wells raakte hij al op jonge leeftijd geïnteresseerd in de ruimte en ruimtevaart. Zijn fantasie en vindingrijkheid werden aangewakkerd door zijn vader, die hem een telescoop, microscoop en een abonnement op Scientific American gaf.
Goddard behaalde een bachelorgraad aan de Worcester Polytechnic, en behaalde in 1911 zijn PhD-graad in de natuurkunde aan Clark University. Hij heeft daarna een jaar aan Princeton University gestudeerd en keerde terug naar Clark University om daar college te gaan geven als assistent-hoogleraar in de natuurkunde.
In 1914 verkreeg hij patenten voor de meertrapsraket en de vloeibare-brandstofraket.
Vanaf die tijd werkte hij aan het ontwerp van raketmotoren en voerde testen uit, met financiële hulp van het Smithsonian Institution.
In 1919 schreef Goddard in zijn artikel "A Method of Reaching Extreme Altitudes" over de mogelijkheid van ruimtevluchten naar de maan, dit vijftig jaar voordat de eerste mensen op de maan landden.
Op 1 november 1923 voerde hij de eerste testen uit met een raketmotor, werkend op vloeibare brandstof.
Goddard lanceerde de eerste raket met vloeibare brandstof op 16 maart 1926 in Auburn, Massachusetts, Verenigde Staten. De raket voerde een vlucht uit van 2,5 seconden, bereikte een hoogte van 12,5 meter, had een gemiddelde snelheid van 97 kilometer per uur en landde 56 meter verderop. Deze gebeurtenis wordt ook wel de Kitty Hawk van de rakettechniek genoemd, verwijzend naar de vlucht van de Gebroeders Wright met het eerste motorvliegtuig.
In de jaren daarna experimenteerde Goddard met raketten van verschillende afmetingen. In 1929 rustte hij zijn raketten voor het eerst uit met instrumenten zoals een thermometer, barometer en een kleine camera.
Op 31 mei 1935 bereikte een raket van Goddard een hoogte van 2300 meter. De raket had een lengte van 4,6 meter en woog 38 kilogram. Op 26 maart 1937 haalde een andere raket een hoogte van 2750 meter, de grootste hoogte die Goddard met een van zijn raketten behaalde.
Goddard overleed in Baltimore op 62-jarige leeftijd aan de gevolgen van keelkanker. Hij was getrouwd met Esther Christine Kisk.
Op 1 mei 1959 werd een belangrijk ruimtevaartlaboratorium van NASA gevestigd in Greenbelt, Maryland, Verenigde Staten, naar Goddard vernoemd: het Goddard Space Flight Center.
- Bibliothèque nationale de France: cb128055879 (data)
- CiNii: DA14907257
- Gemeinsame Normdatei: 122645936
- International Standard Name Identifier: 0000 0000 8117 2971
- Library of Congress Control Number: n50033619
- Mathematics Genealogy Project: 84656
- National Archives and Records Administration: 10582221
- Nationale Bibliotheek van Tsjechië: xx0218440
- Nationale Bibliotheek van Israël: 987007437407305171
- Nationale en Universitaire bibliotheek Zagreb: 000785322
- Réseau des bibliothèques de Suisse occidentale: 02-A009032162
- SNAC: w6dz0dm7
- Système universitaire de documentation: 112699626
- Virtual International Authority File: 37805238
- WorldCat: E39PBJpJgkwbVd9Kt8mt8j86Kd

1. ↑  Mathematics Genealogy Project.